# Eric Linden
Eric Linden (New York, 15 settembre 1909 – Laguna Beach, 14 luglio 1994) è stato un attore statunitense.

## Filmografia parziale
- Young Bride, regia di William A. Seiter (1932)
- Afraid to Talk, regia di Edward L. Cahn (1932)
- L'urlo della folla (The Crowd Roars), regia di Howard Hawks (1932)
- L'età della ragione (The Age of Consent), regia di Gregory La Cava (1932)
- Big City Blues, regia di Mervyn LeRoy (1932)
- Afraid to Talk, regia di Edward L. Cahn (1932)
- La grande menzogna (No Other Woman), regia di J. Walter Ruben (1933)
- Figli di lusso (Sweepings), regia di John Cromwell (1933)
- The Silver Cord, regia di John Cromwell (1933)
- Rivalità senza rivali (Ladies Crave Excitement), regia di Nick Grinde (1935)
- Ah, Wilderness!, regia di Clarence Brown (1935)
- Viaggio di nozze (In His Steps), regia di Karl Brown (1936)
- Il tesoro del fiume (Old Hutch), regia di J. Walter Ruben (1936)
- Un affare di famiglia (A Family Affair), regia di George B. Seitz (1937)
- Ritorno all'amore (Girl Loves Boy), regia di W. Duncan Mansfield (1937)
- Sweetheart of the Navy, regia di W. Duncan Mansfield (1937)
- Via col vento (Gone with the Wind), regia di Victor Fleming (1939)
- Criminali (Criminals Within), regia di Joseph H. Lewis (1941)